# Badkuhi
Badkuhi là một thị trấn thống kê (census town) của quận Chhindwara thuộc bang Madhya Pradesh, Ấn Độ.

## Nhân khẩu
Theo điều tra dân số năm 2001 của Ấn Độ, Badkuhi có dân số 10.764 người. Phái nam chiếm 52% tổng số dân và phái nữ chiếm 48%. Badkuhi có tỷ lệ 72% biết đọc biết viết, cao hơn tỷ lệ trung bình toàn quốc là 59,5%: tỷ lệ cho phái nam là 80%, và tỷ lệ cho phái nữ là 63%. Tại Badkuhi, 11% dân số nhỏ hơn 6 tuổi.